# Micskei Erzsébet
Micskei Erzsébet (Szekszárd, 1973. június 23.) Cserhát -Art díjas magyar műkedvelő festő, grafikus, a Tolna vármegyei Bárka Művészeti Szalon tagja

## Élete
Hobbi szinten kezdett rajzolni, festeni.Technikai tudását autodidakta módon szedte össze. Ki dönti el, hogy 
Első önálló kiállításával Nagydorogon jelentkezett, később több csoportos kiállítás  résztvevője. Olajfestmények mellett grafikákat és pasztellképeket is készít, palettája széles, felöleli a természetábrázolást, csendéleteket és portrékat. Főállásban a Tolna vármegyei Gyermekvédelmi Szakszolgálatnál dolgozik.  Szabadidejében alkotótáborokban vesz részt, pl. Zakynthos, Udvari, Diósberény, Vlora 

## Kiállításai
- 2004 Nagydorog: a könyvtárban
- 2008 Nagydorog: közös kiállítás Boros Andreával és Molnárné Marika nénivel a Nagydorogi Galériában
- 2008 Bikács: közös kiállítás a könyvtárban
- 2010 Györköny: a Pincefaluban rendezett majálison képviselte Nagydorogot
- 2010 Kajdacs: a veterán motorok találkozóján
- 2011 Szekszárd: a SZÉK galériában
- 2012 Tengelic: önálló kiállítás a Faluházban
- 2012 Újbuda: két alkotásával volt jelen a SZÁZAK, festők Újbudán című kiállításon, a Karinthy szalonban.
- 2012 Paks: két akrilfestménnyel részt vett az I. Paksi Képző- és Iparművészeti Tárlaton
- 2012 Nagydorog: önálló kiállítás a sportcsarnok klubhelységében
- 2013 Pécs: önálló kiállítása az Origó-házban a CINKE program keretében
- 2013 Szekszárd: a Baka István Általános Iskolában közös kiállítása volt Gátfalviné Dani Mária alkotóval
- 2013 Paks: a Csengey Dénes Kulturális Központ galériájában Nagyné Hajdú Júlia horgolt tárgyaival együtt állította ki a festményeit